# Dunira nisalis
Dunira nisalis är en fjärilsart som beskrevs av Walker 1859. Dunira nisalis ingår i släktet Dunira och familjen nattflyn. Inga underarter finns listade i Catalogue of Life.